# Vojtěch Blatný
Vojtěch Blatný (24. dubna 1864 Lovčice – 16. února 1954 Brno) byl sbormistr a varhaník působící v Brně.

## Život
V letech 1886–1888 studoval na varhanické škole u Leoše Janáčka. Jeho spolužáky byli například Cyril Metoděj Hrazdira či Maxmilián Koblížek.
Působil jako choralista brněnské katedrály svatého Petra a Pavla. Dále byl varhaníkem kostela svatých Janů a později kostela svatého Tomáše.
Jako sbormistr vedl sbor Cyrilské jednoty v Brně a další sbory.